# Hamoré

HaMoré (« L'Enseignant » en hébreu) est une revue pédagogique juive trimestrielle publiée à Paris depuis novembre 1957.

## Historique
Hamoré est une revue trimestrielle juive consacrée à la pédagogie, publiée sous les auspices du FSJU, et dont les débuts remontent à novembre 1957.

## Rédaction/administration
39 rue Broca, 5e arrondissement de Paris.

## Rédacteurs-en-chef
- Lucien Lazare (1957-)
- Claude-Annie Gugenheim[3]

## Directeurs
- Elijah Bortniker (1957-)
- Prosper Elkouby
- Patrick Petit-Ohayon[4]

## Contributeurs
- Alexis Blum[5]
- Michel Gugenheim[6],[7]
- Jean Georges Kahn[8]
- Alex Klein[9]
- Emmanuel Lévinas[10]

## Honneurs
- Prix Jérusalem de l'éducation en 1987.